# Coiffaitarctia henrici
Coiffaitarctia henrici är en fjärilsart som beskrevs av De Toulgoët 1990. Coiffaitarctia henrici ingår i släktet Coiffaitarctia och familjen björnspinnare. Inga underarter finns listade i Catalogue of Life.